# Eumenes algirus
Eumenes algirus är en stekelart som först beskrevs av Schulz.  Eumenes algirus ingår i släktet krukmakargetingar, och familjen Eumenidae. Inga underarter finns listade i Catalogue of Life.